# Pascasio Radberto
Pascasio Radberto (Soissons, Aisne, Picardía, c. 792 - Corbie, 26 de abril de 865) fue un monje benedictino francés, abad de la Abadía de Corbie e importante autor eclesiástico. Es venerado como santo por diversas confesiones cristianas.

## Biografía
Al nacer, fue abandonado en la escalinata de la iglesia de Notre Dame de Soissons; recogido por los monjes, fue criado en el convento de San Pedro, donde fue bautizado con el nombre de Radberto. A los 22 años ingresó como monje en la abadía benedictina de Corbie, cerca de Amiens, y tomó el nombre de Pascasio. Adelardo de Corbie, San Óscar, el obispo Otón de Beauvais y el abad Guarino de Corvey citan a Pascasio como uno de sus mejores discípulos. 
Entre 822 y 849, Pascasio viajó por Francia, Alemania e Italia. Ayudante del abad Vala de Corbie, en 843 fue elegido abad de Corbie, pero hacia 851 renunció por la oposición de sus monjes; no se sabe si el conflicto venía dada por problemas de disciplina o de doctrina. Se retiró al monasterio de Centula (hoy Saint-Riquier), donde siguió estudiando, dedicado a la filosofía y la teología «para ser alimentado en el otoño de la vida con la leche de las Escrituras». Años después volvió a Corbie como monje, continuando escribiendo sobre historia y teología. Murió el 26 de abril de 865 y, por voluntad propia, fue enterrado en el osario entre los pobres y sirvientes de la abadía.

## Obra escrita
Sus obras son un Comentario al libro de las lamentaciones y De Corpore et Sanguine Domini (831-844), la más importante. Escrita para instruir los monjes sajones, es la primera monografía doctrinal sobre la eucaristía. Pascasio sostiene que el pan es la transubstanciación de la carne nacida de María, que sufrió en la cruz y resucitó, y que en la eucaristía se multiplica por la omnipotencia divina; en la hostia está presente el auténtico cuerpo de Cristo y su cuerpo espiritual. que, uniéndose al que comulga, al "alimentar el alma y eleva la carne misma en la inmortalidad y la incorruptibilidad". Esta concepción fue atacada por Ratramno de Corbie, que en su obra del mismo título, consideraba la eucaristía como una mera conmemoración de la Pasión de Cristo, y por Rabano Mauro, para que el cuerpo presente en la Hostia no es el cuerpo histórico de Cristo, sino un producto de la consagración del Espíritu Santo. 
En 847 dedicó a los monjes de Soissons De partu virginis, donde sostiene la realidad y el carácter sobrenatural de la concepción inmaculada de Cristo y de la eucaristía. Escribió una biografía de Adelardo de Corvey, De vita Adhalardis Corbiensis abbatis. Entre las obras exegéticas, también hay comentarios al Evangelio según Mateo y una exposición del salmo 45. De nativitate Sanctae Mariae habla sobre la naturaleza de la Madre de Dios y del nacimiento de Cristo. 
Se le atribuye la novena epístola del Pseudo-Jeroni, Cogitis me, documento importante sobre la Asunción de María. También se piensa que puede haber participado en la redacción de las falsas decretales del Pseudo-Isidoro y otros escritos teológicos de los que no nos ha llegado nada.

## Veneración
El 12 de julio de 1058 su cuerpo fue llevado a la iglesia abacial, con los honores reservados a los santos y su nombre fue incluido en el calendario litúrgico de Corbie, quedando así canonizado. Su memoria se celebra el 26 de abril y su sepulcro se conserva en Corbie inventariado como monumento histórico francés en 1907.